# Euphyia aguada
Euphyia aguada là một loài bướm đêm trong họ Geometridae.